# Knaplundsøya
Knaplundsøya er en ø i Bodø kommune i Nordland fylke i Norge som ligger mellem Saltfjorden og Skjerstadfjorden, med de to sunde Saltstraumen og Svefjorden på sydsiden og Godøystraumen på nordsiden. Knaplundsøya har et areal på 6,6 km² og er den tredje største ø i kommunen. De fire bebyggelser Knaplund, Kapstøa, Ripnes og Godøya ligger på øen.
Øen var strategisk for tyskerne under anden verdenskrig. De anlagde en række udkiksposter med udsigt mod Saltstraumen for at overvåge trafikken der ind.